# 다대첨사영 갑주
다대첨사영 갑주(多大僉使營 甲胄)는 부산광역시 동래구, 충렬사에 있는 조선시대의 갑옷과 투구이다. 2004년 5월 8일 부산광역시의 민속문화재 제2호로 지정되었다.

## 개요
두정(頭頂) 갑옷은 조선후기에 발달한 방호복으로 현재 몇 벌의 유물이 전해 내려오고 있다. 이 갑옷과 투구는 임진왜란 때 왜군과 싸우다가 순국한 윤흥신 공 이하 민.관.군을 위한 제향에 착용한 제복(祭服)으로 전해지고 있으나, 갑옷 내부에 철편 등이 있는 것으로 보아 실전용으로 제작되었을 가능성이 더 높은 것으로 판단된다.
우리고장 순국선열의 충절이 담긴 유물일 뿐 아니라, 조선후기 갑옷과 투구의 모습을 보여주는 귀중한 자료로서 우리나라 무관복(武官服) 연구에 많은 도움을 주는 중요한 자료이다.

## 참고 자료
- 다대첨사영 갑주 - 국가유산청 국가유산포털